# Supercoppa del Belgio 1999
La Supercoppa del Belgio 1999 (in francese Supercoupe de Belgique, in fiammingo Belgische Supercup) è stata la 20ª edizione della Supercoppa del Belgio di calcio.
La partita fu disputata dal Genk, vincitore del campionato, e dal Lierse, vincitore della coppa.
L'incontro si giocò il 1º settembre al Fenix Stadion di Genk e vide la vittoria del Lierse, al suo secondo titolo.

## Tabellino
| Arbitro: | Michel Piraux |

|             |           |                                |
| Pereira 17’ | Marcatori | 34’ Peelman 83’, 88’ Huysegems |